# Grummer Bach
Der Grummer Bach im Bochumer Stadtteil Grumme ist seit vielen Jahrzehnten überwiegend „naturfremd ausgebaut“, zum großen Teil verrohrt, weitgehend begradigt und in Beton gebettet. An einigen Stellen jedoch, vor allem im Bereich der Grummer Teiche, ist er „naturnah gestaltet“ – das Bachbett ist kaum befestigt, das Ufer weist standorttypische Gehölze auf, manche abgestorbenen oder umgefallenen Bäume dürfen stehen oder liegen bleiben.

## Geographie
Der Grummer Bach kommt in Hiltrop erstmals zu Tage. Nach weniger als 200 Metern an der Erdoberfläche unterquert er die hochgelegene ehemalige Bahntrasse zwischen der ehemaligen Zeche Lothringen in Gerthe und den Stahlwerken Bochum an der Castroper Straße. Dann fließt er weiter in Richtung Westen durch ein breites, wasserreiches Tal zwischen Güsten- und Kötterberg (im Norden) und Böckenberg und Böckenbusch (im Süden). Dabei wird er zum Schutz vor Hochwasser mehrmals gestaut. Die Rückhaltebecken sind recht flach und sehen fast natürlich aus – die Grummer Teiche sind ein beliebtes Naherholungsgebiet. Von Süden her hat der Grummer Bach drei Zuflüsse: den Rottmannsbach, die Schmalebecke und die Albecke – letztere ist vollständig verrohrt. Der Grummer Bach selbst verschwindet auch in einem Rohr und mündet in Hofstede unterirdisch in den Hofsteder Bach.
| Weitere geografische Daten über den sichtbaren Teil des Grummer Bachs | Weitere geografische Daten über den sichtbaren Teil des Grummer Bachs | Weitere geografische Daten über den sichtbaren Teil des Grummer Bachs | Weitere geografische Daten über den sichtbaren Teil des Grummer Bachs |
| --------------------------------------------------------------------- | --------------------------------------------------------------------- | --------------------------------------------------------------------- | --------------------------------------------------------------------- |
| Erstes Auftreten an der Oberfläche in Hiltrop                         | 51° 30′ 15″ N, 7° 15′ 15″ O                                           | ca. 110 m ü.NN                                                        |                                                                       |
| Verschwinden im Rohr in Hofstede                                      | 51° 30′ 1″ N, 7° 12′ 59″ O                                            | ca. 74 m ü.NN                                                         |                                                                       |

## Geschichte
In den 1950er Jahren war die Quelle des Grummer Bachs, früher auch Grumbecke oder Grume genannt, noch sichtbar: „Westlich von Grümershof – heute Benking in Hiltrop – entspringt eine Quelle, deren Wasser zuerst in südlicher und dann in westlicher Richtung im Talgrunde verläuft. Es ist die Grumbecke oder der Grummer Bach …“ Im Mittelalter trieb dieser schon die Grummer Mühle und nach seiner Mündung in den Hofsteder Bach auch die Bulxmühle an. Der Hofsteder Bach, auch Schmechtingsbach genannt, kam aus dem Süden, aus Bochum – seine Quelle lag bei Altenbochum.

## Verwaltung
In der Gewässerverwaltung von Nordrhein-Westfalen sind der Grummer Bach und ein Teil des Hofsteder Bachs zusammengefasst worden zu einem Fließgewässer mit der Nummer 277242 und dem Namen Hofsteder Bach. Dieser neue Hofsteder Bach besteht aus circa 1,8 km altem Hofsteder Bach, rund 1 km verrohrtem Fließgewässer und etwa 2,7 km Grummer Bach. Zurzeit findet eine „Ökologische Verbesserung von km 0,00 bis km 1,80“, also am alten Hofsteder Bach statt. Die geplante Renaturierung des Grummer Bachs ist noch nicht in Angriff genommen.